# Даунорубицин
Даунорубици́н (лат. Daunorubicinum, англ. Daunorubicin) — один из антрациклиновых антибиотиков, цитостатический препарат, известный с начала 1960-х годов.
Продуцируется микроорганизмами Streptomyces coeruleorubidus или Streptomyces peucetius. Подавляет рост грамположительных бактерий и микобактерий, но проявляет низкую активность по отношению к грамотрицательным бактериям. Применяется в химиотерапии рака и как стартовый материал в производстве ряда других антрациклиновых антибиотиков (доксорубицин, эпирубицин, идарубицин и др.). Молекула даунорубицина состоит из тетрациклического антрахиноидного агликона даунорубицинона, соединенного гликозидной связью с аминосахаром даунозамином. Синонимы: рубомицин, рубидомицин, дауномицин.
По физическим характеристикам даунорубицин представляет собой порошок или пористую массу красного цвета. Растворим в водных растворах кислот, бутаноле. Коммерчески доступен в виде даунорубицина гидрохлорида.
Даунорубицина гидрохлорид представляет собой кристаллический порошок оранжево-красного или красного цвета, CAS-код 23541-50-6, брутто-формула C27H29NO10HCl, молекулярная масса 563,98, плавится при 177 °C с разложением. Растворим в воде и метаноле, мало растворим в этаноле, практически нерастворим в ацетоне. рН водного раствора 4,5—6,5 (в концентрации 5 мг/мл). Имеются сообщения о гигроскопичности даунорубицина гидрохлорида, однако хорошо очищенный материал негигроскопичен.
Даунорубицин включен в перечень ЖНВЛС.

## Фармакологическое действие
Противоопухолевый антибиотик антрациклинового ряда, продуцируемый Streptomyces coeruleorubidis или Streptomyces peucetius, с цитостатическим действием. Действует на S-фазу митоза. Блокирует матричную функцию ДНК, нарушая синтез нуклеиновых кислот и белка. Противоопухолевая активность реализуется также через взаимодействие с мембранами и образование свободных радикалов семихинонного типа.
Характеризуется высокой антимитотической активностью и низкой избирательностью действия.
Терапевтический эффект при острых лейкозах развивается после 2—3 инъекций (значительно уменьшается число бластных клеток в крови и костном мозге). Снижение общего количества лейкоцитов продолжается на протяжении 2 недель после окончания курса. Токсичность наиболее высока при внутрибрюшинном способе введения.

## Фармакокинетика
После внутривенного введения циркулирует в крови в течение нескольких минут. Через 30 мин. после инъекции наиболее высокие концентрации регистрируются в селезёнке, лёгких, сердечной мышце и почках. Не проходит гематоэнцефалический барьер. Неравномерно распределяется в органеллах клетки, основная часть накапливается в ядре. Снижение концентрации в крови носит двухфазный характер — с T1/2 от 35—45 мин. до 46—54 ч., в среднем — 26,7 ч.
Быстро (в течение часа) метаболизируется в печени путём реакций восстановления и конъюгации с глюкуроновой кислотой с образованием активного метаболита даунорубицинола. Выводится почками: 10 % — за 24 ч., 25 % — за 5 дней; с желчью — 40 % Обладает выраженными кумулятивными свойствами.

## Применение
Показания
Острый лимфобластный и нелимфобластный (миелобластный, монобластный, эритробластный) лейкоз, неходжкинские лимфомы, опухоль Юинга, опухоль Вильмса.
Бластный криз хронического миелолейкоза, лимфосаркома, хорионэпителиома матки, злокачественный гистоцитоз (у взрослых и детей), саркома мягких тканей, нейробластома (у детей). Применяют в комбинации с другими противоопухолевыми средствами в составе программ индукции ремиссии.
Противопоказания
Гиперчувствительность (в том числе к другим антрациклинам или антрацендионам), выраженное угнетение костно-мозгового кроветворения, выраженная почечная/печёночная недостаточность, декомпенсированные заболевания сердечно-сосудистой системы, предшествующая химиотерапия другими антрациклинами или антрацендионами в предельных суммарных дозах.
Кахексия, терминальные стадии опухолевого процесса, метастазы в костный мозг, лейкопения, тромбоцитопения, органические поражения сердца, язвенная болезнь желудка и двенадцатиперстной кишки в стадии обострения.
Применение при беременности и кормлении грудью
Противопоказано. Женщины детородного возраста должны использовать надёжные методы контрацепции в период терапии даунорубицином. В экспериментальных исследованиях установлено тератогенное, эмбриотоксическое действие даунорубицина.
Кормление грудью не рекомендуется из-за возможного риска для грудных детей (неблагоприятные эффекты, мутагенное и канцерогенное действие).
С осторожностью
Угнетение костно-мозгового кроветворения (в том числе на фоне сопутствующей лучевой или химиотерапии, инфильтрации костного мозга опухолевыми клетками), острые инфекционные заболевания вирусной (в том числе ветряная оспа, опоясывающий лишай), грибковой или бактериальной природы (риск развития тяжёлых осложнений и генерализации процесса), состояния повышенного риска развития гиперурикемии (в том числе подагра, уратный нефролитиаз), пожилые пациенты, детский возраст.

## Режим дозирования
Устанавливают индивидуально, в зависимости от показаний и стадии заболевания, состояния системы кроветворения, схемы противоопухолевой терапии.
Только внутривенно. Суточная доза для взрослых 30—60 мг/м² каждые 2—3 недели в течение 3 дней или 20—40 мг/м² в течение 5 дней. Для детей — 25 мг/м² 1 раз в 5—7 дней. Курсовая доза для взрослых — 600 мг/м², в случае предшествующей лучевой терапии — 450 мг/м², предшествующего лечения доксорубицином — 550 мг/м²; для детей — 300 мг/м². Можно однократно в дозе 0,18 г/см² с интервалом не менее месяца.
Пациентам с нарушением функции почек дозу уменьшают — при концентрации креатинина в сыворотке крови выше 0,3 ммоль/л рекомендуется использовать половину обычной дозы.
При нарушении функции печени и концентрации билирубина в сыворотке крови 20,5—51,3 мкмоль/л следует использовать 3/4 обычной дозы, а при концентрации билирубина выше 51,3 мкмоль/л — половину обычной дозы препарата.

## Побочное действие
Со стороны органов кроветворения: угнетение костномозгового кроветворения (анемия, лейкопения, нейтропения, тромбоцитопения). Самое низкое число лейкоцитов отмечается на 10-14 день после введения; восстановление обычно происходит в течение 21 дня после введения.
Со стороны сердечно-сосудистой системы: развитие или усугубление сердечной недостаточности (аритмия, одышка, отёчность в области голеностопных суставов) — обычно наблюдается при суммарной дозе более 550 мг/м², 450 мг/м² — при предшествующей лучевой терапии, у пожилых, при заболеваниях сердца; миокардит, перикардит.
Со стороны пищеварительной системы: тошнота, снижение аппетита, рвота, диарея, изъязвление слизистой оболочки ЖКТ (язвенный стоматит, эзофагит).
Со стороны мочеполовой системы: гиперурикемия (болезненное или затруднённое мочеиспускание, цистит), красноватая окраска мочи, аменорея, азооспермия.
Местные реакции: в месте введения — флебиты; при экстравазации — болезненность, воспаление подкожно-жировой клетчатки, некроз окружающих тканей.
Прочие: аллергические реакции, головная боль, алопеция, изменение цвета кожи (гиперпигментация или гиперемия ранее облучённых участков кожи), развитие оппортунистических инфекций, лихорадка, боль в нижней части спины или боку.

## Взаимодействие
Совместим с винкристином, циклофосфамидом, 6-меркаптопурином, преднизолоном, L-аспарагиназой, метотрексатом.
Гепатотоксические ЛС (в том числе метотрексат) увеличивают риск нарушения функции печени.
Фармацевтически несовместим с гепарином и дексаметазона фосфатом — осадок; сильнощелочными растворами (pH более 8) — разрушение молекулы даунорубицина; ЛС, содержащими бактериостатические агенты (бензиловый спирт), — преждевременное высвобождение активного препарата.
Др. противоопухолевые ЛС усиливают эффект и аддитивно угнетают функцию костного мозга.
Циклофосфамид или облучение области средостения усиливают кардиотоксичность.
При введении живых вирусных вакцин возможна репликация вакцинного вируса и усиление побочных эффектов, инактивированных вакцин — снижение выработки противовирусных антител.
Снижает противоподагрическую эффективность аллопуринола, колхицина и сульфинпиразона.
Липосомальную форму даунорубицина цитрата можно смешивать только с 5 % раствором глюкозы. Нельзя смешивать с физиологическим раствором, бактериостатическими агентами (бензиловый спирт) и любыми другими растворами. Раствор нельзя применять, если он становится непрозрачным, либо в нём присутствует осадок или посторонние частицы. Данные по изучению взаимодействия липосомальной формы даунорубицина цитрата с другими ЛС отсутствуют.

## Особые указания
Лечение должно проводиться в условиях специализированного отделения специалистом, имеющим опыт противоопухолевой химиотерапии. Используется только свежеприготовленный раствор препарата.
Перед началом и в ходе лечения необходим контроль картины периферической крови, функционального состояния почек, печени, ССС (ЭхоКГ, ЭКГ).
В первые несколько дней применения препарата возможно появление красноватой окраски мочи, которая исчезает в течение 48 ч.
Во время лечения у большинства больных может отмечаться алопеция, которая исчезает через 5 недель или более после завершения курса терапии.
При появлении признаков экстравазации (жжение или болезненность в месте введения) введение препарата необходимо немедленно прекратить. Оставшийся препарат вводят в другую вену.
Прилив крови к коже лица или появление эритематозных полос на коже вдоль вены указывают на высокую скорость введения.
Для профилактики гиперурикемии рекомендуется обильное питьё, при необходимости — аллопуринол, подщелачивание мочи.
В период лечения любого из половых партнеров рекомендуется использовать надёжные методы контрацепции.
Нарушение сократимости миокарда, симптомы ХСН и др. кардиотоксические эффекты могут проявиться через несколько месяцев и лет после окончания лечения (особенно у детей), поэтому контроль состояния ССС следует осуществлять длительно.
В период лечения не рекомендуется проведение вакцинации вирусными вакцинами, также необходимо избегать контактов с бактериальными инфекциями и занятий контактными видами спорта, при которых возможны кровоизлияния и травмы (особенно при депрессии костного мозга).